# 张高勇
张高勇（1942年4月13日—2007年3月16日），男，湖北咸宁人，中国表面活性剂与日用化工专家，中国表面活性剂领域高级专家、学科带头人。曾任任民盟中央常委，中国轻工集团总工程师、高级工程师（教授、博导），武汉大学、山西大学和太原理工大学教授、博导。第十届全国人大代表。

## 生平
1965年毕业于武汉大学化学系。1997年当选中国工程院院士。

## 头衔
- 中国工程院产业工程科技委员会表面活性剂研究开发促进会理事长
- 中国轻工业联合会副会长
- 中国洗涤用品协会副理事长
- 民盟山西省委员会副主任委员
- 第九、十届山西省人大常委
- 中国日用化学工业研究院名誉院长